# Guangdu (sockenhuvudort i Kina, Zhejiang Sheng, lat 28,95, long 120,74)
Guangdu (kinesiska: 广度, 广度乡, 水口) är en sockenhuvudort i Kina. Den ligger i provinsen Zhejiang, i den östra delen av landet, omkring 150 kilometer söder om provinshuvudstaden Hangzhou. Antalet invånare är 3 459. Befolkningen består av 1 644 kvinnor och 1 815 män. Barn under 15 år utgör 16,0 %, vuxna 15-64 år 59 %, och äldre över 65 år 24,0 %.
Runt Guangdu är det ganska tätbefolkat, med 166 invånare per kvadratkilometer. Närmaste större samhälle är Anzhou, 8,7 km söder om Guangdu. I omgivningarna runt Guangdu växer i huvudsak blandskog.
Genomsnittlig årsnederbörd är 2 402 millimeter. Den regnigaste månaden är juni, med i genomsnitt 411 mm nederbörd, och den torraste är januari, med 67 mm nederbörd.